# José Ruperto Monagas
José Ruperto Monagas Oriach (Aragua de Barcelona, estado Anzoátegui 4 de junio de 1831-Aragua de Barcelona, 12 de junio de 1880) fue un político y militar venezolano, hijo del general José Tadeo Monagas y presidente provisional de Venezuela entre 1869 y 1870. 

## Primeros años
Nacido en la familia del General José Tadeo Monagas. En el año 1857, como representante de la ciudad de Maturín, declaró la Constitución de abril de ese mismo año y en 1858, es apresado en Puerto Cabello después del derrocamiento de su padre en la Revolución de Marzo. 
En marzo del año siguiente, durante el estallido de la Guerra Federal, fue nombrado comandante de la guarnición de Aragua de Barcelona, sin embargo, a pesar del apoyo público del presidente Julián Castro Contreras, fue sospechoso de deslealtad, detenido y nuevamente encarcelado en Puerto Cabello. Posteriormente se incorporó a las tropas liberales de Juan Crisóstomo Falcón.

## Revolución azul
En 1868 se volvió uno de los principales impulsores de la Revolución azul, comandada por su padre José Tadeo Monagas, quien le encomienda la toma de Puerto Cabello en 1868. Desde allí siguió al frente de la Campaña de Occidente de las tropas liberales, que derrotó a la llamada Liga de Occidente, las tropas conservadoras. Durante la campaña liberó las ciudades de San Carlos y Barquisimeto.
El Partido Azul, alianza de conservadores y liberales, recibió dos facciones, encabezadas por José Ruperto Monagas y Domingo Monagas Marrero, su primo, hijo de José Gregorio Monagas. 

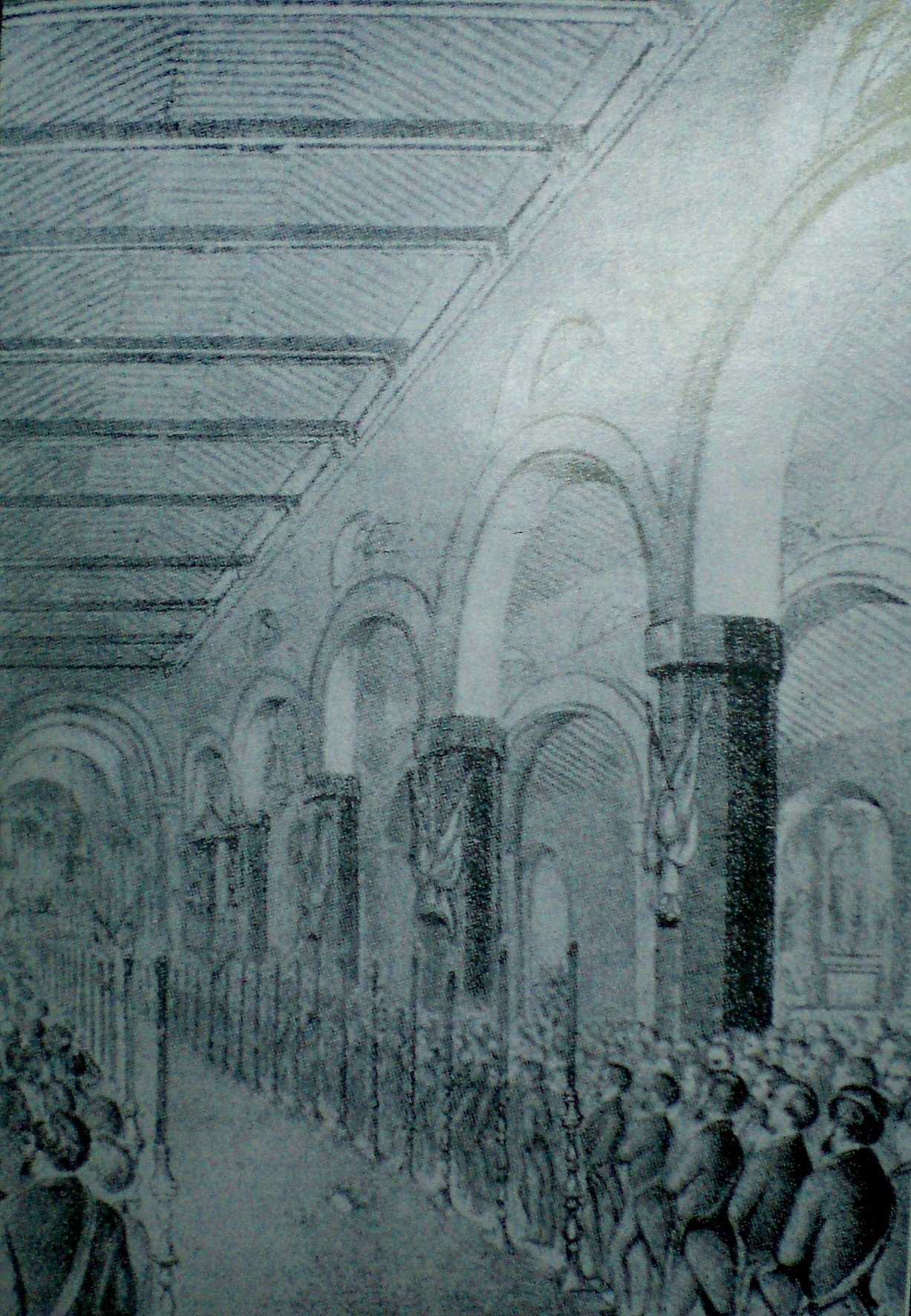
Funeral de José Tadeo Monagas.

Después de la inesperada muerte de su padre José Tadeo Monagas en 1868, las contradicciones internas entre los Azules se intensificaron considerablemente. José Ruperto asumió nuevamente el cargo de comandante del ejército.

## Gobierno
En el Congreso Extraordinario, realizado en 1869, se eligió un nuevo jefe del partido y del país entre José Ruperto y su primo Domingo Monagas Marrero. José Ruperto es elegido presidente provisional de los Estados Unidos de Venezuela y se proclama líder del ejército nacional. Domingo Monagas Marrero fue elegido Vicepresidente.
Venancio Pulgar entra en pugna con el gobierno por la pretensión de centralizar la aduana de Maracaibo, en consecuencia el 20 de mayo de 1869, proclama la autonomía del estado Zulia, pero el intento fue sofocado por Monagas. Los intentos de José Ruperto de poner fin a la guerra civil resultaron infructuosos. A principios de 1870, en un ambiente de creciente caos y anarquía, se llevaron a cabo las elecciones presidenciales, en las que ganó José Ruperto Monagas. Sin embargo, el Congreso venezolano se negó a aprobarlo como presidente, citando formalmente que las listas de votantes presentadas estaban incompletas.

## Derrocamiento
En febrero del mismo año, el país fue invadido por las tropas de Antonio Guzmán Blanco. El 16 de abril de 1870 cede el poder al abogado Guillermo Tell Villegas. El 27 de abril sus tropas tomaron Caracas, tras lo cual José Ruperto Monagas firmó la rendición y abandonó la actividad pública, volviendo a sus posesiones en Aragua de Barcelona.

## Familia
- Hermanos: José Gregorio Monagas Oriach, Simón Antonio Monagas Oriach y José Tadeo Monagas Oriach. Hermana - Vicente Monagas Oriach.
- Estaba casado con Esperanza Hernández.
- Hijo - Carlos Monagas Marrero, hija - Luis Teresa Oriach Monagas.